# Torre d'Aguiló
La Torre d'Aguiló és una torre de vigilància moderna del segle xvi ubicada en un tossal de 143 metres d'altura a la partida de la Cala, a la Vila Joiosa (a la Marina Baixa, País Valencià). Encara que es troba en estat de semi-runa, conserva tots els seus elements. Associada a aquesta hi ha restes d'un pou a escassos metres. Ha estat declarada BIC de forma genèrica amb el codi R-I-51-0009289.

## Descripció
És una torre prismàtica de base quadrada d'uns quatre metres de longitud i huit d'alçada. La base es troba atalussada fins a una altura de tres metres. La part inferior és massissa i a la meitat superior se situa la dependència dels vigilants. Aquesta és quadrada i terminada en volta circular. Presenta buits a les quatre façanes. A la part alta existí una lladronera de la qual sols resten dues volades. En una de les façanes es troba el buit d'accés, de grandària reduïda i rematat per un arc de mig punt. Els buits de les restants façanes són finestres de petites dimensions. La rematada es troba parcialment derruïda. La fàbrica, de gran gruix, està realitzada de maçoneria irregular, encara que és més homogènia a les cares exteriors, enfoscada fins a emmascarar parcialment la pedra. Als cantons i al buit d'accés s'empra carreu més treballat per a millorar les condicions constructives.
1. 1 2  «Inventari General del Patrimoni Cultural Valencià».